# 존 셕
존 셕(John Schuck, 1940년 2월 4일 ~ )은 미국의 배우, 가수이다.
보스턴에서 태어났다.

## 출연 작품
- 제이드 스콜피온의 저주 (2001년) - 마이즈 역
- 꿈을 찾아서 (1996년)
- 크리프트 스토리 - 데몬 나이트 (1995년)
- 해피 투어 (1994년)
- 리틀 웨딩 (1994년)
- 글래시스 건맨 (1992년)
- 스타 트랙 6 - 미지의 세계 (1991년)
- 딕 트레이시 (1990년)
- 초능력 형사 바비 (1989년)
- 몬스터 가족 (1988년)
- 포춘 (1987년) - 앳킨스 요원 역
- 스타 트랙 4 - 귀환의 항로 (1986년)
- 달리는 사이먼 (1981년)
- 외계인 가족 소동 (1981년)
- 내일을 향해 쏴라 2 (1979년)
- 꿈꾸는 낙원 (1978년)
- 보위와 키치 (1974년)
- 블레이드 (1973년)
- 맥케이브와 밀러 부인 (1971년)
- 운명의 맥클라우드 (1970년)
- 매시 (1970년)
- 딜론 보안관 (1955년)

### 텔레비전
- 형사 맥밀란 (1971-77)
- 뿌리 (1977)
- 사랑의 유람선 (1978)
- 닥터 슬론 (1999-2000)
- 성범죄수사대: SVU (2004-10)